# Neorbitolina
Neorbitolina es un género de foraminífero bentónico considerado un sinónimo posterior de Conicorbitolina de la subfamilia Orbitolininae, de la familia Orbitolinidae, de la superfamilia Orbitolinoidea, del suborden Orbitolinina y del orden Loftusiida. Su especie tipo era Neorbitolina cenomana. Su rango cronoestratigráfico abarcaba el Cenomaniense (Cretácico superior).

## Discusión
Clasificaciones previas incluían Neorbitolina en el suborden Textulariina del orden Textulariida o en el orden Lituolida.

## Clasificación
Neorbitolina incluía a la siguiente especie:
- Neorbitolina cenomana †